# Namanereis gesae
Namanereis gesae är en ringmaskart som beskrevs av Fiege och Van Damme 2002. Namanereis gesae ingår i släktet Namanereis och familjen Nereididae. Inga underarter finns listade i Catalogue of Life.